# Битва при Карансебеше
Битва при Карансебеше (тур. Şebeş Muharebesi) или Отступление к Карансебешу (нем. Rückzug von Karánsebes)  — событие австро-турецкой войны, произошедшее 21 сентября 1788 года южнее современного румынского города Карансебеш и ставшее основой более поздней легенды.

## Предыстория
После сражения при Мехадии и отступления корпуса Вартенслебена на север, наконец, 2 сентября император Иосиф II объединил свои силы, переброшенные от Белграда, с его корпусом в Иллове, которая находится примерно в десяти километрах к югу от Карансебеша. Его штаб стал разрабатывать новый план по изгнанию захватчиков с территории Габсбургов.
Пока штаб Иосифа готовил новый план, турки продолжили наступление. После взятия Жупан они направили ударную группу вдоль Дуная, чтобы выбить из Ветерани Хёле (Peştera Veterani) один батальон Брешенвиля, батарея которого препятствовала проходу турецких судов вверх по реке и через двадцать один день боёв заставили его капитулировать в первую неделю сентября. Затем 13 сентября, без особого давления противника, австрийцы отступили с позиций на горе Алибег, а также из Молдавы (Молдова Вече) к Белой Церкви, что обнажало весь правый фланг австрийской армии. Их отступление позволило османам взять под контроль Дунай и открыло пути на южную равнину Баната.
Всё это заставило раздосадованного императора отказаться от атаки на турок со стороны Илловы, намеченной на утро 15 сентября. Иосиф приказал Брешенвилю вывести свою артиллерию из Уй-Паланки (Банатска-Паланка) и отступить в сторону Темешвара, а сам с главной армией выступил к Лугожу.

## Отступление
Когда австрийская армия двинулась к Карансебешу, в ночь на 21-е число произошло одно неприятное событие, ставшее источником более поздней легенды. Произошедшее подробно описал сам император Иосиф в письме брату Леопольду: «Все шло в полном порядке, и мы бы двинулись в Карансебеш без ведома врага, потому что была ночь. Внезапно группа валашцев... встревожилась и открыла огонь из ружей, что привело в замешательство отряд гусар и драгунов... Они ответили на этот огонь, прежде чем, наконец, атаковать пехоту... Колонна, в которой я оказался, была совершенно рассеяна. Пушки, повозки и все палатки были перевернуты, это было ужасно; [мои] солдаты стреляют друг в друга! В конце концов спокойствие было восстановлено, и нам повезло, что турок не было рядом с нами, иначе вся армия была бы уничтожена. Тем не менее мы потеряли не только котлы и палатки со значительными повреждениями остального обоза, но и три артиллерийских орудия».
Когда порядок был восстановлен, армия продолжила марш и после нескольких стычек с турецкой кавалерией благополучно двинулась к Лугожу. К счастью, турки не смогли извлечь выгоду из беспорядка в армии Габсбургов. В результате император и его войска разбили лагерь и стали ждать дальнейшего развития событий.

## Результаты
Согласно газетным публикациям 1788 года, общее число потерь австрийской армии составило порядка 150 человек из тылового обеспечения. По другому источнику, потери убитыми, дезертировавшими и пропавшими без вести составили 538 пехотинцев, 24 егеря и один офицер, часть из них впоследствии обнаружены живыми; также были потеряны три пушки. Третий источник сообщает о 1200 раненых в результате инцидента, которые были размещены в крепости Арад.
Возникновение легенды о полной дезорганизации и бегстве армии из-за пьяной драки солдат стало возможным благодаря книге А. Й. Гросс-Хоффингера «История Иосифа II» (нем. Geschichte Josephs des Zweiten), написанной примерно спустя 59 лет; раньше неё была издана «История XVIII века и XIX века до падения Французской империи с частичными отсылками к умственному развитию и прогрессу», опубликованная в 1843 году (спустя 55 лет). В свою очередь, эта книга отсылает читателей к «Австрийскому военному журналу 1831 года».
В более поздней литературе, восходящей к книге Пола Бернарда «Иосиф II» (1968) из-за некритичного подхода к источникам масштабы события были необоснованно раздуты. По данным исследователя, на поле странного сражения остались лежать убитыми и ранеными 10 тысяч солдат, в то время как остальные разбежались по городам и деревням. Турецкие войска во главе с визирем Коджой Юсуф-пашой прибыли спустя два дня на место боя, обнаружив огромное количество брошенных австрийцами припасов. На поле оставались ещё живые солдаты, но они стонали в бреду. Турки так и не поняли, что именно произошло с австрийскими частями, но после обнаружения позиций австрийцев быстро добрались до Карансебеша и легко взяли его. Всех пленных визирь велел обезглавить, обещая платить по 10 дукатов за каждого казнённого. Многие позднейшие исследователи (Mayer, 1997; Szabo, Franz A., 2015; Gramm, 2008) опровергли данные Бернарда.
За время правления султана Абдул-Хамида I это была самая крупная победа турецких войск.

## Легенда
Отступавшие гусары наткнулись на группу цыган, которые предложили солдатам подкрепиться после переправы. За небольшую сумму денег гусары выкупили несколько бочек шнапса и стали утолять жажду. В это время через реку переправилась пехотная рота, которая также потребовала налить всем солдатам личного состава хотя бы по кружке шнапса. Гусары отказались делиться и стали сооружать баррикаду из бочек. Затеялась перебранка, в ходе которой один из кавалеристов выстрелил в пехотинца.
Гусары и пехотинцы сразу же ввязались в ночную стычку, в которой многие были убиты или ранены. Ни пьяные гусары, ни изнывавшие от жажды пехотинцы не хотели уступать. В итоге часть пехотинцев и часть гусар сбежала на свой берег, преследуемая своими соответствующими противниками. Подходившие к переправе войска завидели бегущих солдат. Тем временем кто-то из пехотинцев, пытаясь то ли отвлечь внимание, то ли пошутить, громко закричал «Турки! Турки!» (сербохорв. Turci! Turci!). Гусары решили, что приближается турецкая армия, и ринулись прочь вместе с пехотой. С одной стороны, никто не понял, кто прокричал о приближении турок; с другой стороны, никто не подозревал на том берегу, что бегущие к ним солдаты просто не поделили запасы алкоголя. Нарастала паника в рядах многонациональной австрийской армии.
В самый ответственный момент офицеры закричали на немецком: «Стой! Стой!» (нем. Halt! Halt!). Однако солдаты, плохо знавшие немецкий, решили, что это были крики на турецком «Аллах! Аллах!» (тур. Allah! Allah!), что было и боевым кличем некоторых турецких частей. Паника охватила всё войско: поскольку дело происходило ночью, все решили, что турецкие войска ворвались в лагерь. Из-за загородки вырвались сотни кавалерийских лошадей. Командир одного из корпусов в спешке приказал артиллеристам открыть огонь, и снаряды стали рваться в толпе солдат. Весь лагерь вступил в бой со своими же солдатами, будучи уверенным, что воюет против турецкой кавалерии, ворвавшейся на австрийские позиции. Во время панического отступления мост через реку Тимиш рухнул. Часть солдат утонула в реке, а часть выбралась на сушу.
Разбуженный император Иосиф II также решил, что бой ведётся против турок, и попытался вмешаться, но бегущая в панике толпа сбросила императора с коня. Его адъютант погиб под копытами лошадей и ногами солдат, а император только чудом спасся, упав в реку. К утру большая часть солдат разбежалась от страха.